# Odunayo Adekuoroye
Odunayo Folasade Adekuoroye (Akure, 12 de octubre de 1993) es una deportista nigeriana que compite en lucha libre.
Ganó cuatro medallas en el Campeonato Mundial de Lucha entre los años 2015 y 2023, y nueve medallas en el Campeonato Africano de Lucha entre los años 2013 y 2022. Además, obtuvo tres medallas de oro en los Juegos Panafricanos entre los años 2015 y 2023.
Fue la abanderada de Nigeria en la ceremonia de apertura de los Juegos de Tokio 2020.

## Palmarés internacional
| Campeonato Mundial  | Campeonato Mundial                | Campeonato Mundial | Campeonato Mundial |
| Año                 | Lugar                             | Medalla            | Categoría          |
| ------------------- | --------------------------------- | ------------------ | ------------------ |
| 2015                | Las Vegas (Estados Unidos)        | Medalla de bronce  | 53 kg              |
| 2017                | París (Francia)                   | Medalla de plata   | 55 kg              |
| 2019                | Nursultán (Kazajistán)            | Medalla de bronce  | 57 kg              |
| 2023                | Belgrado (Serbia)                 | Medalla de bronce  | 57 kg              |
| Juegos Panafricanos |                                   |                    |                    |
| Año                 | Lugar                             | Medalla            | Categoría          |
| 2015                | Brazzaville (República del Congo) | Medalla de oro     | 53 kg              |
| 2019                | El Yadida (Marruecos)             | Medalla de oro     | 57 kg              |
| 2023                | Acra (Ghana)                      | Medalla de oro     | 57 kg              |
| Campeonato Africano |                                   |                    |                    |
| Año                 | Lugar                             | Medalla            | Categoría          |
| 2013                | Yamena (Chad)                     | Medalla de plata   | 51 kg              |
| 2014                | Túnez (Túnez)                     | Medalla de plata   | 51 kg              |
| 2015                | Alejandría (Egipto)               | Medalla de oro     | 53 kg              |
| 2016                | Alejandría (Egipto)               | Medalla de oro     | 55 kg              |
| 2017                | Marrakech (Marruecos)             | Medalla de oro     | 55 kg              |
| 2018                | Port Harcourt (Nigeria)           | Medalla de oro     | 57 kg              |
| 2019                | Hammamet (Túnez)                  | Medalla de oro     | 57 kg              |
| 2020                | Argel (Argelia)                   | Medalla de oro     | 57 kg              |
| 2022                | El Yadida (Marruecos)             | Medalla de oro     | 59 kg              |